# Guillaume Canet
Guillaume Canet (Boulogne-Billancourt, 1973. április 10. –) César-díjas francia színész, forgatókönyvíró, rendező.

## Életútja
Guillaume Canet 1973. április 10-én született a franciaországi Boulogne Billancourt-ban. Szülei lótenyésztéssel foglalkoztak Rambouillet közelében. Gyermekkorát vidéken töltötte, s kezdetben családi indíttatásra lovagolt, sportolói karrierjét egy korai baleset után kénytelen feladni, ezt követően a Cours Florent drámai szakán végez színi tanulmányokat. Az első csók című vígjáték sorozatban debütált epizódszereplőként (1993-ban). Diane Kruger színésznővel 2001-ben kötött házasságot. 2003-ban főszerepet játszott a Szeress, ha mersz című filmben, Marion Cotillard oldalán.

### Családja
Házastársa: Diane Kruger (2001-2006.)
Élettársa: Marion Cotillard (2007-)
Gyermekei: Marcel (2011-); Louise (2017-)

## Jelentősebb filmszerepek
- A férfi, akit túlságosan szerettek (2014)[14]
- Jappeloup (2013)[15]
- Fordulópont (2013)[16]
- A két mesterlövész (2012)[17]
- Az újabb gombháború (2011)[18]
- Une vie meilleure (2011)[19]
- Tegnap éjjel (2010)[20]
- Az utolsó kém (2009)[21]
- A Farewell ügy (2009)[22]

## Forgatókönyvek
- Legközelebb a szívre célzok (2014)[23]
- Vérkötelék (2013)[24]
- Apró, kis hazugságok (2010)[25]

## Rendezések
- Vérkötelék (2013)[24]
- Apró, kis hazugságok (2010)[25]